# CIMB
CIMB est une banque basée à Kuala Lumpur en Malaisie. C'est l'une des plus importantes banques d'Asie du Sud-Est, présente dans 14 pays, dont tous ceux de l'ASEAN. 

## Histoire
Elle a été fondée en 1974, par regroupement de plusieurs banques régionales.
En juillet 2014, CIMB, RHB Capital et Malaysia Building Society annonce le début d'un processus de fusion qui créerait la plus importante banque de Malaisie, devant Maybank.